# Yishi (köpinghuvudort i Kina, Zhejiang Sheng, lat 29,20, long 121,47)
Yishi (kinesiska: 一市, 一市镇) är en köpinghuvudort i Kina. Den ligger i provinsen Zhejiang, i den östra delen av landet, omkring 170 kilometer sydost om provinshuvudstaden Hangzhou. Antalet invånare är 15 279. Befolkningen består av 7 555 kvinnor och 7 724 män. Barn under 15 år utgör 14,0 %, vuxna 15-64 år 70 %, och äldre över 65 år 15,0 %.
Närmaste större samhälle är Chengguan, 10,6 km norr om Yishi. 
Genomsnittlig årsnederbörd är 1 837 millimeter. Den regnigaste månaden är juni, med i genomsnitt 338 mm nederbörd, och den torraste är januari, med 56 mm nederbörd.